# Foxy Lady (альбом Шер)
Foxy Lady — восьмий студійний альбом американської співачки і акторки Шер, випущений 10 липня 1972 на лейблі «Kapp Records». Після успіху попереднього альбому «Gypsys, Tramps & Thieves», Шер знову співпрацювала зі Снаффом Гарреттом (продюсер), Алем Каппсом (аранжувальник) і своїм чоловіком Сонні Боно (співпродюсер). «Foxy Lady» став другим і останнім альбомом, записаним на лейблі «Kapp». Промокампанія альбому зосередилася навколо успішного телешоу «The Sonny & Cher Comedy Hour», ведучою якого була Шер. Альбом, хоч і отримав хороші відгуки від критиків, мав помірний успіх як у чартах, так і у продажах, які склали 400 тисяч копій в США.

## Про альбом
Під час релізу «Foxy Lady» в чартах ще перебували попередній альбом Шер «Gypsys, Tramps & Thieves» і альбом дуету «Sonny & Cher» «All I Ever Need Is You». Цей період був дуже успішний для Шер, саме цього часу вона остаточно затвердила себе як сольна виконавиця, а також як телеведуча, беручи участь у телешоу «The Sonny & Cher Comedy Hour». Цього періоду Шер активно працювала зі Снаффом Гарреттом.
Продюсером альбому виступив Снафф Гарретт, Сонні Боно став співпродюсером лише трьох його треків: «A Song for You», «Do not Hide Your Love» і ремейку синглу Шер «The First Time», випущеного лейблом «Atco Records» у 1969 році. Процес запису альбому був настільки напруженим, що Гарретт пішов з поста продюсера Шер після його створення. Сонні Боно продюсує Наступний альбом Шер, «Bittersweet White Light», який у підсумку став комерційним провалом, продюсував Сонні Боно. Після цього Гарретт знову погодився співпрацювати з Шер для запису її альбому «Half-Breed», але за умови, що Сонні Боно не братиме участі у його записі.
Заголовний трек альбому — «Living in a House Divided», пісня про розлучення, не зміг, проте, конкурувати з іншими записами Шер початку 1970-х років. У альбомі були представлені дві кавер-версії: до пісні Леона Расселла «A Song for You» і композиції Хойта Екстона «Never Been to Spain», остання у виконанні гурту «Three Dog Night» перебувала у «топ-5» чарту «Billboard Hot 100» незадовго до виходу пісні Шер «The Way of Love».
У цьому альбомі Шер знову співпрацювала з Бобом Стоуном, який раніше написав їй пісню «Gypsys, Tramps & Thieves». Дві пісні з цього альбому через рік були перезаписані співачкою Морін Макговерн для її дебютного альбому «The Morning After».
У 1976-му, коли Шер була зайнята в шоу «The Cher Show», компанія «Mego Corporation» випустила лінію ляльок Шер. Одна з них була присвячена цьому альбому. Наряд ляльок «Foxy Lady» складався з двох частин: рожевий металік з накладним чорним мереживом. Цей наряд також включав чорну накидку. У 1999-му альбом був перевиданий на CD разом з її попереднім альбомом «Cher». Оригінальна версія «Foxy Lady» залишається досі невиданою на компакт-диску. У 1993 році альбоми Шер «Foxy Lady» і «Cher» 1971 року були перевидані на одному компакт-диску «Cher/Foxy Lady», який включав всі треки з обох альбомів. Оригінальна версія альбому «Foxy Lady» загалом так і не була видана на компакт-диску.

## Оцінки критиків
«Foxy Lady» отримав переважно позитивні відгуки критиків. Джо Вільйоне, з «AllMusic», сказав про «Foxy Lady» — «інші назви тут демонструють багате самовираження Шер і чудову продюсерську роботу Сонні Боно і Снаффа Гарретта», назвавши «Foxy Lady» «вражаючою збіркою з десяти пісень, яка через роки здається ще сильнішою, ніж коли вона була вперше випущена». «Rolling Stone» також добре відгукнувся про альбом, назвавши його «динамічною роботою, яка ще не раз зможе завойовувати чарти». Незважаючи на хороші продажі першого синглу «Living in a House Divided», альбом був прийнятий публікою не так добре, як попередній. Ймовірно, негативно на продажі альбому вплинула «війна» між Гарреттом і Боно.

## Комерційний успіх
«Foxy Lady» дебютував у чарті «Billboard 200» наприкінці липня 120-ю сходинкою, через два тижні він досяг 57-ї сходинки. Його найвищою позицією у чарті стала 43-я сходинка. Альбом також потрапив до канадського чарту 75-ю сходинкою наприкінці серпня, того часу в чарті знаходився альбом дуету «Sonny & Cher» «All I Ever Need Is You». У вересні він досяг своєї максимальної позиції, посівши 39 сходинку, перебуваючи в чарті, загалом, до кінця листопада, 14 тижнів.

## Сингли
«Living in a House Divided» став першим синглом з альбому. У пісні обговорюється розставання пари. Пісня досягла 22-ї сходинки в «Billboard Hot 100» і 2-ї в чарті «Adult Contemporary». Сингл також досяг топ-20 в Канаді. Сингл, однак, не повторив успіху «Gypsies, Tramps and Thieves». Пісня була досить яскравим описом шлюбу Шер з Сонні Боно. Шер була незадоволена жорстким контролем за її життям і кар'єрою з боку Боно. Вони розлучилися через два роки, після виходу цього хіта. Пісня має паралелі з іншим хітом «I've Lost You» у виконанні Елвіса Преслі. Пісня також розповідає про труднощі у відносинах відомої пари Преслі, крім того Боно і Елвіс обидва більше ніж на 10 років були старше своїх дружин.
Другим і останнім синглом з альбому стала «Do not Hide Your Love». Пісня, написана Нейлом Седакою і Говардом Грінфілдом, досягла 46-ї сходинки в «Billboard Hot 100» і 19-ї в чарті «Adult Contemporary». Пізніше пісня була переспівана Петулою Кларк і Олівією Ньютон-Джон.

## Трек-лист
| Перша сторона | Перша сторона                                | Перша сторона  | Перша сторона |
| #             | Назва                                        | Автор          | Тривалість    |
| ------------- | -------------------------------------------- | -------------- | ------------- |
| 1.            | «Living in a House Divided»                  | Том Бахлер     | 2:57          |
| 2.            | «It Might as Well Stay Monday (From Now On)» | Боді Чендлер   | 3:00          |
| 3.            | «Song for You»                               | Леон Расселл   | 3:14          |
| 4.            | «Down, Down, Down»                           | Естер Джек     | 2:53          |
| 5.            | «Don't Ever Try to Close a Rose»             | Джинджер Греко | 2:45          |

| Друга сторона | Друга сторона          | Друга сторона               | Друга сторона |
| #             | Назва                  | Автор                       | Тривалість    |
| ------------- | ---------------------- | --------------------------- | ------------- |
| 1.            | «The First Time»       | Сонні Боно                  | 3:10          |
| 2.            | «Let Me Down Easy»     | Джон Саймон Ел Стіллмен     | 2:29          |
| 3.            | «If I Knew Then»       | Боб Стоун                   | 2:34          |
| 4.            | «Don't Hide Your Love» | Нейл Седака Говард Грінфілд | 2:50          |
| 5.            | «Never Been to Spain»  | Хойт Екстон                 | 3:27          |

## Учасники запису
- Шер — вокал
- Снафф Гарретт — продюсер звукозапису
- Сонні Боно — продюсер звукозапису у піснях «Song for You», «The First Time» і «Don't Hide Your Love»; фотографія
- Ленні Робертс — звукоінженер
- Ал Каппс — аранжувальник
- Джин Пейдж — аранжувальник
- Майкл Рубіні — аранжувальник
- Вірджинія Кларк — аранжувальник

## Чарти
| Чарт (1972)                    | Позиція |
| ------------------------------ | ------- |
| Canadian Albums Chart (Канада) | 39      |
| Billboard 200 (США)            | 43      |